# Flavio Zandoná
Flavio Zandoná (ur. 8 kwietnia 1967 w Zárate) – argentyński piłkarz występujący na pozycji obrońcy.

## Kariera piłkarska
Od 1990 do 2000 roku występował w San Lorenzo, Vélez Sarsfield, Veracruz, Avispa Fukuoka i Cerro Porteño.